# Премія Жінка ІІІ тисячоліття 2007
2-га церемонія вручення Всеукраїнської Премії «Жінка ІІІ тисячоліття» українським жінкам відбулася 19 травня 2007 року в залі Національної опери України у Києві.

## Номінації
Всеукраїнською премією «Жінка ІІІ тисячоліття» відзначили 37 жінок у трьох номінаціях: «Знакова постать», «Рейтинг» та «Перспектива».

### Рейтинг
Найбільше, 29 жінок, були відзначені у номінації «Рейтинг».
Серед них найбільш відомі:
- телеведуча Алла Мазур,
- співачка і продюсерув Ассія Ахат,
- народна артистка України Наталія Сумська
- гімнастка Ганна Безсонова,
- дизайнерка одягу Айна Гассе.

### Знакова постать
Серед нагороджених — представниці різних держав. Номінацію «Знакова постать» отримали видатна українська кінорежисерка Кіра Муратова, перша леді Грузії Сандра Елізабет Руловс, колишня амбасадорка Ізраїлю в Україні Наомі Бен-Амі та космонавтка українського походження Гайдемарі Стефанишин-Пайпер.

### Перспектива
Серед інших чотирьох молодих дівчат звання «Перспектива ІІІ тисячоліття» отримали: модель Інна Цимбалюк і співачки Маша Фокіна та Катерина Соколовська.